# Cân Bardd
Cân Bardd ist ein im Jahr 2016 in der schweizerischen Stadt Genf ins Leben gerufenes Metal-Musikprojekt des Kaatarakt-Keyboarders Malo Civelli und Dylan Watson.

## Geschichte
Der Multiinstrumentalist Malo Civelli rief das Musikprojekt, inspiriert durch das schottische Projekt Saor, im Jahr 2016 zunächst als Ein-Mann-Projekt ins Leben. Civelli nahm seinen Bandkollegen Dylan Watson von Kaatarakt als Schlagzeuger in das Projekt auf, da ein richtiges Schlagzeug seiner Meinung nach druckvoller klingt als ein Drumcomputer.
Im Jahr 2018 erschien mit Nature Stays Silent das erste Album von Cân Bardd beim deutschen Metal-Independent-Label Northern Silence Productions. Ursprünglich war zu dem Zeitpunkt kein Album geplant, allerdings hatte Civelli bereits genug musikalisches Material geschrieben, um statt einer EP ein komplettes Album herauszubringen. Die schlechte Produktionsqualität wurde von Rezensenten bei dem Album kritisch angemerkt. Das Plattencover beruht auf dem Gemälde La Route Du Grimsel des Malers Alexandre Calame.
Bereits 2019 folgte mit The Last Rain das zweite Studioalbum des Duos, dass ebenfalls bei Northern Silence erschien. Ursprünglich war geplant, dass Cân Barrd im Spätherbst des Jahres 2020 gemeinsam mit Saor als Vorband für Borknagar durch mehrere Staaten Europas touren sollte, darunter auch in Deutschland, Österreich und in der Schweiz. Nachdem die Tournee zunächst aufgrund der COVID-19-Pandemie auf Ende 2021 verschoben wurde, wurde diese später im Verlauf des Jahres 2021 schließlich komplett abgesagt. Ende des Jahres 2021 erschien mit Devoured by the Oak das dritte Album der Gruppe.
Für das Jahr 2022 wurden Auftritte auf dem Hellfest und dem Dark Troll Open Air angekündigt.

## Musik
Die Musik von Cân Bardd lässt sich dem Atmospheric Black Metal und dem Folk Metal zuordnen. Civelli nennt Gruppen wie Caladan Brood, Saor, Elderwind und Gallowbraid als größte musikalische Einflüsse. Allerdings zieht Civelli auch aus Videospielmusik Inspiration. Des Weiteren nennt er Gruppen wie Sojourner, Zuriaake, Unreqvited und Coldworld als musikalische Inspirationsquellen.
Thematisch greifen die Texte Civellis Naturbezogenheit auf. So verarbeite er seine Gefühle oder die Geschichten dieser von ihm beobachteten Landschaften. Auch verarbeiten die Lieder teilweise seine tiefen Gefühle und sind sehr persönlich gehalten.

## Bandname
Der Bandname Cân Bardd ist walisischen Ursprungs und bedeutet etwa „Das Lied des Barden“ und die „Die Poesie des Barden“. Der Name wurde gewählt, da Civelli sich für die keltische Kultur interessiert und seine Musik von der keltischen Musik sowie von Folklore beeinflusst ist.

## Diskografie
- 2018: Nature Stays Silent (Album, CD/2x12″-Vinyl, Northern Silence Productions)
- 2019: The Last Rain (Album, CD/2x12″-Vinyl, Northern Silence Productions)
- 2021: Devoured by the Oak (Album, CD/MC, Northern Silence Productions)